# Вольштейн, Моисей Львович
Моисей Львович Вольштейн (9 апреля 1916, Борисов Минской губернии — 15 июня 2000, Луганск) — советский и украинский живописец и график. Мастер натюрморта, пейзажа, жанровой живописи, портрета.

## Биография
Окончил Киевский художественный институт (1945; мастерская А. Шовкуненко). С того времени преподавал в Луганском художественном училище; с 1958 — на Луганском худож.-пром. комбинате. Вместе с А. Фильбертом является основателем луганской школы живописи.

Участник областных, всеукраинских и всесоюзных выставок с 1945. Персональная — в Луганске (1967, 1976, 1987, 2003 — посмертно).

Работы Вольштейна М. Л. представлены в музеях и частных коллекциях на Украине и за ее пределами.

## Произведения
- «Нескорені» (1947, соавтор),
- «На околиці Києва» (1953),
- «Крим» (1962),
- «На Старобільщині» (1965),
- «Народний майстер Язловський» (1980),
- «Земля Донецька» (1981),
- «Нові квартали» (1984),
- «Старий» (1956),
- «Дівчина» (1958),
- «Лілія» (1960),
- «Учитель математики» (1962).